# Hordeinae
Hordeinae es una tribu de hierbas de la familia Poaceae. El género tipo es: Hordeum L. Tiene los siguientes géneros:

## Géneros
- Agropyron – Anthosachne – Australopyrum – Connorochloa – Crithopsis – Elymus – Eremopyrum – Festucopsis – Henrardia – Heteranthelium – Hordelymus – Hordeum – Kengyilia – Leymus – Peridictyon – Psathyrostachys – Pseudoroegneria – Secale – Stenostachys – Taeniatherum

Nothogéneros: × Agroelymus – × Agrohordeum – × Elyhordeum – × Elyleymus – × Leydeum – × Pseudeleymus